# ماري توفت
ماري توفت (بالإنجليزية: Mary Toft) (اسمها قبل الزواج:دانيار، 1701-1763)، أيضا يتهجى "توفتس"، كانت امرأة إنجليزية من جودالمينج بمقاطعة سري، في عام 1726 أثارت جدلا كبيرا لأنها خدعت الأطباء وجعلتهم يصدقون أنها أنجبت أرانب.
في عام 1726 كانت توفت حامل، ورأت في الحلم أنها ستلد أرنب لذلك أُجهضت. وادعاءها بأنها أنجبت أجزاء من حيوانات مختلفة دفعت إلى قدوم الجراح المحلي جون هوارد الذي حقق في تلك المسألة، تلقى بعض من أجزاء لحم الحيوان وبناءا على ذلك قام بإخطار الأطباء البارزين الذين جذبوا الأنتباه لتلك القضية سانت أندريه جراح الأسرة الملكية للملك جورج الأول ملك بريطانيا العظمى. استخلص سانت أندريه حالة توفت بأنها حقيقية، ولكن أرسل الملك الجراح Cyriacus Ahlers الذي ظل متشككا. بعد ما أصبحت توفت من الشخصيات المشهورة إلى حد ما، أُرسلت إلى لندن لكي يتم دراستها بالتفصيل. وبعد مراقبة مكثفة لها وعدم إنتاجها المزيد من الأرانب أعترفت بخدعتها وكان هذا بمثابة احتيال وتم سجنها في وقت لاحق. وأدى هذا لسخرية الجمهور الذي خلق ذعر داخل مهنة الطب ودمر العديد من مهن الجراحين البارزين. وعلى ضوء هذه القضية تم إنتاج العديد من الأعمال الساخرة وبشكل خاص الساخر والناقد وليم هوجرت الذي انتقد مهنة الطب بسذاجة. وفي نهاية المطاف تم تبرئة توفت من التهم الموجهة إليها وعادت إلى المنزل.